# Чао Праја
Чао Праја (тај. แม่น้ำเจ้าพระยา) је поред Меконга и Салуена највећа река Тајланда. Има дужину од 370 km и слив површине 160.400 км².
Настаје спајањем река Пинг и Јом у граду Након Саван. Тече кроз централну равницу Тајланда до Бангкока, близу кога се улива у Тајландски залив. Река је најважнији пловни пут земље, а значајни су и канали на реци којима се наводњавају поља пиринча.